# Trận Pelusium (525 TCN)
Trận Pelusium là trận chiến lớn đầu tiên giữa đế quốc Ba Tư và nước Ai Cập. Sau trận đánh này, hoàng đế Cambyses II của nhà Achaemenid chiếm được Ai Cập. Trận đánh nổ ra ở gần Pelusium vào năm 525 TCN. Sau trận đánh quân Ba Tư tiến về bao vây thành Memphis (Ai Cập).